# Pažiť
Pažiť (Hongaars: Pázsit) is een Slowaakse gemeente in de regio Trenčín, en maakt deel uit van het district Partizánske.
Pažiť telt 409 inwoners.